# Enfermero de día, camarero de noche
 Enfermero de día, camarero de noche es una película de Argentina filmada en colores dirigida por Aníbal Di Salvo sobre el guion de Salvador Valverde Calvo y Salvador Valverde Freire que se estrenó el 9 de agosto de 1990 y que tuvo como actores principales a Tristán, Susana Traverso, Rolo Puente y Camila Perissé.

## Sinopsis
Tristán es un muchacho que está planeando casarse con su novia, y por ese motivo tiene dos trabajos para poder juntar dinero...de día es empleado de una farmacia y de noche trabaja como camarero en un hotel céntrico, junto con su amigo Fernando.
Por esas casualidades, un día conoce a una famosa modelo y a partir de entonces se suceden una serie de enredos que pondrán en peligro su casamiento.

## Reparto
Colaboraron en el filme los siguientes intérpretes:
- Tristán...	Tristán
- Susana Traverso	...	Susana Alberti
- Rolo Puente	...	Fernando
- Camila Perissé ...	Carolina
- Ricardo Bauleo	...	Rodolfo
- Gilda Lousek	...	Tía de Carolina
- Rodolfo Ranni	...	Cafishio
- Silvia Peyrou	...	Lucy
- Antonio Caride ...    Marido de Lucy
- Délfor Medina ...    Embajador
- Omar Pini ...    González (patrón de Tristan y Fernando)
- Martín Coria ...    Policía
- Marcos Woinski ...    Marcos Fiorentini (delincuente)
- Paula Martínez ...    Amante de Fernando en hotel
- Pepe Díaz Lastra
- Ángela Pereyra
- Mara Kano
- Eithel Bianco

## Comentarios
Adolfo C. Martínez en La Nación opinó:

«Si se lo considera filme, habrá que concluir que no es uno muy divertido.»

Aníbal M. Vinelli en Clarín dijo:

«Total carencia de gracia y una ingenuidad peligrosamente cercana a la tontería.»